# Thomas Becket (1119-1170)
Thomas Becket (1119-1170) est un film britannique réalisé par George Ridgwell, sorti en 1930.

## Fiche technique
- Titre original : Thomas Becket (1119-1170)
- Réalisation : George Ridgwell
- Société de production : Visual Education, Stoll Picture Productions
- Pays d’origine :  Royaume-Uni
- Langue originale : anglais
- Genre : Historique, biopic

## Distribution
- Frank Benson
- A. V. Bramble
- Mary Clare